# Ͳ
Sampi（大写Ͳ，小写ͳ），是第一个已不再使用的古希腊字母，字母希腊名称σαμπι（Sampi）。古代一些東部愛奧尼亞希臘語用他表示[ss]或[ts]，並排在希腊字母表最尾。
Sampi有两种形状。「Alphabetic Sampi」（Ͳ、ͳ）（U+0372、U+0373）用来书写文字，「Numeric Sampi」（Ϡ、ϡ）（U+03E0、U+03E1）用在现在希腊的法律文件中。

希腊大字母Alphabetic Sampi及希腊小字母Alphabetic Sampi

希腊大数字Numeric Sampi及希腊小数字Numeric Sampi

## 外部連結
- Sampi （页面存档备份，存于）（英文）